# Вотервілл (Нью-Йорк)
Вотервілл (англ. Waterville) — селище (англ. village) в США, в окрузі Онейда штату Нью-Йорк. Населення — 1473 особи (2020).

## Географія
Вотервілл розташований за координатами 42°55′50″ пн. ш. 75°22′49″ зх. д. / 42.93056° пн. ш. 75.38028° зх. д. (42.930589, -75.380202).  За даними Бюро перепису населення США в 2010 році селище мало площу 3,67 км², уся площа — суходіл.

## Демографія
Згідно з переписом 2010 року, у селищі мешкали 1583 особи в 626 домогосподарствах у складі 381 родини. Густота населення становила 432 особи/км².  Було 692 помешкання (189/км²).
Расовий склад населення:
| - 97,0 % — білих - 0,6 % — вихідців з тихоокеанських островів - 0,4 % — азіатів - 0,3 % — чорних або афроамериканців - 0,2 % — корінних американців |

До двох чи більше рас належало 1,6 %. Частка іспаномовних становила 1,0 % від усіх жителів.
За віковим діапазоном населення розподілялося таким чином: 23,3 % — особи молодші 18 років, 56,9 % — особи у віці 18—64 років, 19,8 % — особи у віці 65 років та старші. Медіана віку мешканця становила 42,6 року. На 100 осіб жіночої статі у селищі припадало 91,2 чоловіків;  на 100 жінок у віці від 18 років та старших — 80,7 чоловіків також старших 18 років.
Середній дохід на одне домашнє господарство  становив 51 261 долар США (медіана — 39 375), а середній дохід на одну сім'ю — 67 632 долари (медіана — 57 292). Медіана доходів становила 39 500 доларів для чоловіків та 32 917 доларів для жінок. За межею бідності перебувало 15,1 % осіб, у тому числі 16,3 % дітей у віці до 18 років та 17,1 % осіб у віці 65 років та старших.
Цивільне працевлаштоване населення становило 762 особи. Основні галузі зайнятості: освіта, охорона здоров'я та соціальна допомога — 28,5 %, роздрібна торгівля — 12,1 %, фінанси, страхування та нерухомість — 9,2 %, виробництво — 8,5 %.

## Персоналії
- Джордж Істмен (1854-1932) — американський бізнесмен і винахідник, засновник компанії Eastman Kodak.